# 里亚舒埃卢
里亚舒埃卢是巴西北大河州的一个市镇。总面积262.873平方公里，总人口5719人，人口密度21.8人/平方公里。